# Міддлтаун (Каліфорнія)
Міддлтаун (англ. Middletown) — переписна місцевість (CDP) в США, в окрузі Лейк штату Каліфорнія. Населення — 1114 особи (2020).

## Географія
Міддлтаун розташований за координатами 38°45′7″ пн. ш. 122°37′20″ зх. д. / 38.75194° пн. ш. 122.62222° зх. д. (38.751877, -122.622103).  За даними Бюро перепису населення США в 2010 році переписна місцевість мала площу 4,78 км², уся площа — суходіл.

## Демографія
Згідно з переписом 2010 року, у переписній місцевості мешкали 1323 особи в 508 домогосподарствах у складі 336 родин. Густота населення становила 277 осіб/км².  Було 557 помешкань (117/км²).
Расовий склад населення:
| - 74,5 % — білих - 2,1 % — корінних американців - 1,4 % — азіатів - 0,4 % — чорних або афроамериканців - 17,0 % — осіб інших рас |

До двох чи більше рас належало 4,7 %. Частка іспаномовних становила 31,2 % від усіх жителів.
За віковим діапазоном населення розподілялося таким чином: 28,4 % — особи молодші 18 років, 60,3 % — особи у віці 18—64 років, 11,3 % — особи у віці 65 років та старші. Медіана віку мешканця становила 37,4 року. На 100 осіб жіночої статі у переписній місцевості припадало 102,9 чоловіків;  на 100 жінок у віці від 18 років та старших — 103,2 чоловіків також старших 18 років.
За межею бідності перебувало 18,6 % осіб, у тому числі 16,3 % дітей у віці до 18 років та 20,9 % осіб у віці 65 років та старших.
Цивільне працевлаштоване населення становило 512 особи. Основні галузі зайнятості: фінанси, страхування та нерухомість — 16,4 %, освіта, охорона здоров'я та соціальна допомога — 15,8 %, мистецтво, розваги та відпочинок — 14,3 %, сільське господарство, лісництво, риболовля — 13,7 %.